# 피기 (영화)
피기(Cerdita, Piggy)는 스페인에서 제작된 카를로타 마르티네스-페레다 감독의 2022년 공포, 스릴러 영화이다. 라우라 갈란 등이 주연으로 출연하였고 메리 콜로머 등이 제작에 참여하였다.

## 출연

### 주연
- 라우라 갈란 : 사라 역

### 조연
- 카르멘 마치 : 사라의 엄마 역
- 리처드 홈즈 : 낯선 남자
- 카밀 아길라르 : 로시 역
- 이레네 페레이로 : 클라우디아 역
- 피라 카스트로 : 엘레나 역
- 체마 델 바르코 : 후안 카를로스 역